# Tom Hamilton
Thomas Hamilton (ur. 31 grudnia 1951 w Colorado Springs) – amerykański muzyk rockowy, znany głównie jako basista zespołu Aerosmith.
Hamilton był synem George’a i Betty Hamilton, w Wayland. Ma starszego brata Scotta, starszą siostrę Perry i młodszą Cecily. Jego ojciec pracował w siłach powietrznych, matka była gospodynią domową. Zaczął grę na gitarze w wieku 12 lat (nauczył go jego brat, który kupił gitarę kiedy Tom miał 4 lata), po 2 latach przerzucił się na bas, ponieważ jedyna lokalna grupa potrzebowała basisty. Hamilton był członkiem zespołu z przyszłym gitarzystą Aerosmith Joem Perrym. Zespół nazywał się po prostu The Jam Band. Kiedy grupa się rozpadła Hamilton i Perry przeprowadzili się do Bostonu aby założyć nowy zespół i trafili na Stevena Tylera, kiedy jego zespół się rozpadł rozpoczęli gre jako trio, z Hamiltonem na basie, Perrym na gitarze i Tylerem na perkusji oraz jako wokalisty. Później dołączył do nich Ray Tabano, a Joey Kramer zastąpił Tylera na perkusji, aby mógł się skupić na śpiewaniu. Tabano niedługo zastąpił Brad Whitford i tak powstał Aerosmith.
Współpracował przy pisaniu trzech hitów Aerosmith: „Sweet Emotion” (głównie znana dzięki linii basu), „Janie’s Got A Gun” i „Jaded”. Gra również na gitarze rytmicznej w innych piosenkach nad którymi pracował: „Sick As A Dog” i „Uncle Salty” (albumy Rocks i Toys In The Attic).
Odwołując się do strony zespołu Aerosmith.com, ulubioną piosenką Aerosmith Hamiltona jest „The Farm” (album Nine Lives – 1997). Ożenił się w 1975 z Terry Cohen, mają dwójkę dzieci. Hamilton był ostatnim członkiem zespołu, który wyleczył się z nałogów narkotykowych i palenia marihuany (był uzależniony do czasu nagrywania albumu Permanent Vacation – 1987).
W sierpniu 2006 roku ogłosił, że zdiagnozowano u niego raka gardła i przebył siedmiotygodniowy cykl radiacji i chemoterapii. Zmuszony tymsamym był do ominięcia trasy Route Of All Evil. David Hull (który pracował w solowym projekcie gitarzysty Joeya Perry’ego) zastąpił go na scenie. Nigdy przedtem Hamilton nie opuścił koncertu Aerosmith. Podczas trasy we wrześniu 2006 dołączył do grupy w Bostonie wykonującej Sweet Emotion, i na prywatnym koncercie w Beacon Theatre w Nowym Jorku 3 grudnia 2006. Obecnie zaświadcza, że jest „wolny od raka”.
Hamilton to najwyższy członek zespołu (ponad 185 cm). Jest również „tym zabawnym” w Aerosmith, zawsze szukając okazji do robienia żartów w wywiadach, jednocześnie będąc największym gadułą w wywiadach.